# 朱珵堯
瀋定王朱珵堯（？—1633年），明朝第七代瀋王，宣王朱恬烄的嫡第一子。他在嘉靖三十七年（1558年）受封瀋世子，萬曆十二年（1584年）襲封瀋王。他在位四十九年，仁孝恭慎，頗有善行，被朝廷多次旌獎節行，又常輸銀米於邊事賑災，在崇禎六年（1633年）去世。三年後其子朱效鏞嗣位。著有《修業堂槀》《崇玉山房槀》。
| 前任： 父宣王朱胤栘 | 明瀋國國王 1584年－1633年 | 繼任： 子裕王朱效鏞 |